# Drapeau de la fédération australienne
Le Drapeau de la Fédération Australienne, aussi connu comme New South Wales Ensign, était le résultat d'un essai dans les années 1830 à créer un drapeau national pour l'Australie, lequel était divisé en cette période en plusieurs colonies Britanniques.
Capitaine Jacob Gronow, maître du Port Jackson, proposa le drapeau en 1831 dans le The NSW Calendar and Post Office Gazette; Gronow conçu aussi le drapeau, lequel était basé sur Drapeau des colonies australiennes de 1823.
Comme le Drapeau des colonies australiennes, le drapeau de la fédération se caractérise sur une combinaison de l'Union Jack et de la croix du sud, mais la croix est bleue, pas rouge, et il y a cinq étoiles, et non quatre. L’apparence du drapeau variait considérablement selon l’endroit où il était fabriqué; différent fabricant produisaient le drapeau de la fédération avec une teinte plus sombre ou clair pour la croix; utilisant cinq pointes au lieu de huit ; ou positionnantles étoiles dans différent endroit.
Le Drapeau Eureka, flotta par les rebelles de la Révolte d'Eureka en 1854, aurait été influencé par des motifs tels que le drapeau de la Fédération.
Tandis que le drapeau de la fédération populaire et éttait largement utilisé sur la côte est de l'Australie pendant plus de 70 ans, il n’a jamais été officiellement adopté.
Il était particulièrement populaire parmi les partisans de la Fédération de l'Australie et était aussi utilisé comme un pavillon officieux par la marine marchande. En 1884, Lord Derby du Bureau des Colonies banni l'utilisation du drapeau en mer, possiblement parce que il y avait une similarité avec le White Ensign.
Dans les années 1880 et au début des années 1890, il a été utilisé comme symbole du mouvement politique vers la Fédération, avec des groupes comme Australian Natives' Association et the Australian Federation League l'utilisant pour promouvoir un sentiment conscience nationale de leur pression pour la fédération, sous le slogan "One People, One Destiny, One Flag".
Le drapeau était un favori du premier ministre Australien, Edmund Barton, qui a demandé  qu’une variante soit envisagée pour approbation en même temps que le gagnant du concours. Le bureau des Colonies rejeta le Fédération Flag, infligeant à Barton une légère réprimande. Le bureau des Colonies rejeta le Fédération Flag, le Gouvernement de l'Australie reçu l'approbation à flotté le Blue Ensign en 1903, mais le Australian Federation Flag  était encore arboré par les citoyens australiens jusque dans les années 1920.
Il était autrefois utilisé à Sidney à la gare ferroviaire central dans le hall principal. Le drapeau fut utilisé sur le bouclier du parti politique Fraser Anning's Conservative National Party aujourd' hui dissout.